# عطار (مالطة)

موقع البلدة

أتارد أو «عطار»[بحاجة لمصدر] (بالمالطية:Attard) بلدة مالطية تقع في وسط جزيرة مالطا حيث تشكل مع مدينتي بالزان ولية ما يعرف محليا (بالقرى الثلاث). بلغ اجمالي عدد سكانها في نوفمبر 2005 نحو 10,186 نسمة.
كانت أبرشية مستقلة سنة 1499. تفخر البلدة بالعديد من المعطيات السياحية السياسية والثقافية مثل الملعب الرياضي الوطني، الحديقة الوطنية كذلك قصر سان أنتونيو الرئاسي.

## أعلام
- جوزيف كاليخا

## وصلات خارجية
- المجلس المحلي للبلدة نسخة محفوظة 1 مارس 2010 على موقع واي باك مشين.